# Emmanuel Boateng (futbolista nacido en 1994)
Emmanuel Boateng (Acra, 17 de enero de 1994), más conocido como Ema Boateng, es un futbolista ghanés. Juega de delantero en el San Diego F. C. de la Major League Soccer.

## Trayectoria
Empezó a formarse como futbolista en la Right to Dream Academy con doce años de edad. Permanenció en la academia durante tres años, y tras pasar por el Cate School, finalmente en 2012 fichó por el UC Santa Bárbara Gauchos. Tras una buena temporada, en 2013 el Ventura County Fusion se hizo con sus servicios, debutando en la Premier Development League. Tan solo un año después, el Helsingborgs IF le fichó, haciendo su debut en primera división, en la Allsvenskan. Permaneció en el club tres años, jugando 37 partidos de liga y anotando cuatro goles. En enero de 2016, Boateng fue traspasado al LA Galaxy. El 7 de agosto de 2019 se marchó al este del país tras fichar por D. C. United. Un año después se marchó al Columbus Crew S. C. Allí estuvo hasta final de temporada, firmando en enero de 2021 con el New England Revolution. Permaneció en la franquicia durante cuatro años y a inicios de 2025 fue traspasado a San Diego F. C. a cambio de 200 000 $.

## Clubes
| Club                   | País           | Año       | Partidos | Goles |
| ---------------------- | -------------- | --------- | -------- | ----- |
| Ventura County Fusion  | Estados Unidos | 2013      | 5        | 1     |
| Helsingborgs IF        | Suecia         | 2013-2016 | 44       | 7     |
| LA Galaxy              | Estados Unidos | 2016-2019 | 122      | 11    |
| D. C. United           | Estados Unidos | 2019-2020 | 4        | 0     |
| Columbus Crew S. C.    | Estados Unidos | 2020      | 12       | 0     |
| New England Revolution | Estados Unidos | 2021-2025 | 108      | 8     |
| San Diego F. C.        | Estados Unidos | 2025-     |          |       |